# TK Presents GROOVE MUSEUM
TK Presents GROOVE MUSEUM（ティーケー・プレゼンツ・グルーヴ・ミュージアム、中国名：小室家族演唱会）は、1997年に中華人民共和国（中国）で行われた、日中国交正常化25周年記念ライブツアー。

## 概要・エピソード
- コンセプトは「現地のシンガーの起用」「小室哲哉の最新サウンドプロダクションのカタログ紹介」[1]「音楽プロデューサーとしての小室がレコード会社やエンターテイメントビジネスに関わろうとしている人達に、中国人アーティストをどの様にきちんとリサーチして、コラボレーションのあり方を考えて、商品化して、コンテンツとして成り立たせるのかを示すプレゼンテーション」[2]「テクノ・グルーヴ・カルチャーの中国本土への紹介」[3]である。「現地のオーケストラとの共演」「中国の有名な楽曲の小室によるアレンジ」も企画されていたが会議を進めるに連れて「色々な要素を盛り込み過ぎてはどっちつかずになってしまう」と危惧されて消滅した[1]。
- 一方で、公演前に小室がエイベックスと絶縁したため、エイベックス系列の芸能事務所に所属していたKEIKOやTRFなど、従来の小室ファミリーの大半が出演できなかった。ライジングプロダクション所属の安室奈美恵や、サテライト・ポイント・グループ傘下の事務所所属のマーク・パンサーが干渉を受けなかったほか、globeの楽曲については小室の個人事務所に所属していた華原朋美がKEIKOの代役を担当した。
- 小室は「中国の人々に自分の手掛けた楽曲を理解してもらう」部分に一番神経を使い、そこから導き出したアイディアとして、楽曲を演奏する前に小室自身がプログラムの曲目を説明するコメント映像がフィルムインサートされた。その演出に原田大三郎は「作品と観客との間の距離を常に計算しているプロデューサーとしての小室さんの勘を見た様な気がした」と振り返っている[4]。
- 公演にあたって陳引はロサンゼルスの小室のスタジオでリハーサル・ボイストレーニングを行ったが、DAI RAOは出国許可が下りず、参加できなかった。コンサートの前日が小室との初顔合わせとなり、一晩で自分の担当する楽曲の歌詞を覚えてきた[5]。
- @LIVEでの公演は小室・マーク・DRAGON・原田の4人のみで行われた。この公演でRingのプロデュースを開始することを発表した[6]。
- 後に小室のプロデュースでCDデビューするgrace ipが香港公演に出演した。
- 「WELCOME TO THE MUSEUM」、「Transformation」、「Dreams」、「8」、「Empty lies」は後に「TK1998」にスタジオトラックとして収録された。
- 本公演で使われた映像は後に原田のCG集「START OVER（ISBN 4-87283-071-7）」にCD-ROM形式で収録された。

## メンバー
- 小室哲哉
- MUSEUM （小室、マーク・パンサー）
- 安室奈美恵
- 華原朋美
- 陳引
- grace ip
- DAI RAO

### サポートメンバー
- DJ DRAGON （DJ）
- 原田大三郎 （VJ）

## 公演日程・場所
- 11月14日：首都体育館
- 11月23日：上海体育館
- 12月9日・10日：香港コンベンションセンター
- 12月12日・13日：@LIVE

## 曲目

### 首都体育館
1. WELCOME TO THE MUSEUM / MUSEUM
2. Transformation / MUSEUM
3. MC
4. Feel Like dance / 陳引
5. Empty lies / 陳引
6. MC
7. TRFメドレー（DJ PLAY） /  DJ DRAGON
8. MC
9. SWEET 19 BLUES / 安室奈美恵
10. CAN YOU CELEBRATE?  / 安室奈美恵
11. Chase the Chance  / 安室奈美恵
12. Dreaming I was dreaming  / 安室奈美恵
13. 天と地と〜HEAVEN AND EARTH〜 （SE）
14. SPEED TK RE-MIX （SE）
15. So far a way from home / 陳引
16. Dreams / DAI RAO
17. 8 / MUSEUM
18. DEPARTURES / DAI RAO
19. MC
20. 弯弯的月亮 （中国の歌謡曲） / DAI RAO
21. MUSIC TAKES ME HIGHER / 陳引

### 上海体育館
- 首都体育館と同じである。

### 香港コンベンションセンター
1. WELCOME TO THE MUSEUM / MUSEUM
2. Transformation / MUSEUM
3. Empty lies / Grace Ip
4. Dreams / Grace Ip
5. in your arms / Grace Ip
6. TRFメドレー（DJ PLAY） /  DJ DRAGON
7. Just a real love night / 華原朋美
8. I BELIEVE / 華原朋美
9. Hate tell a lie / 華原朋美
10. I'm proud / 華原朋美
11. 天と地と〜HEAVEN AND EARTH〜（SE）
12. SPEED TK RE-MIX （SE）
13. So far away from home / MUSEUM
14. 8 / MUSEUM
15. DEPARTURES / 華原朋美
16. MUSIC TAKES ME HIGHER / 華原朋美

### @LIVE
不明。